# رالف تيري
رالف تيري (بالإنجليزية: Ralph Terry)‏ هو لاعب كرة قاعدة أمريكي، ولد في 9 يناير 1936 في بيغ كابين في الولايات المتحدة.

## وصلات خارجية
- رالف تيري على موقع دوري كرة القاعدة الرئيسي (الإنجليزية)
- رالف تيري على موقعبيزبول رفرنس.كوم (الدوري الرئيسي) (الإنجليزية)
- رالف تيري على موقعبيزبول رفرنس.كوم (الدوري الثانوي) (الإنجليزية)
- رالف تيري على موقع رابطة لاعبي الغولف المحترفين (الإنجليزية)
- رالف تيري على موقع قاعة كنساس للمشاهير الرياضية (مؤرشف) (الإنجليزية)